# 용녀

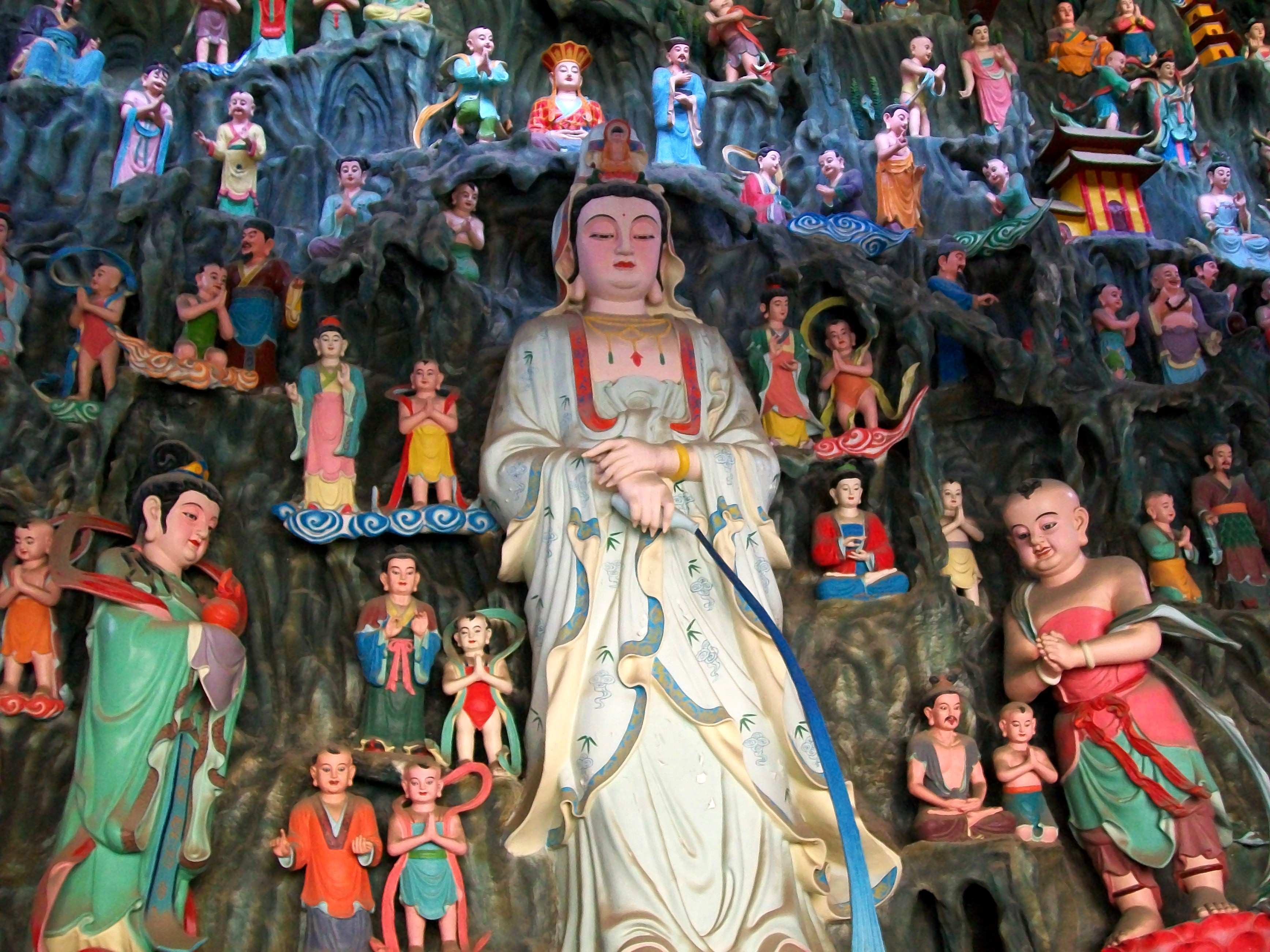
용녀(왼쪽)와 선재동자(오른쪽)를 거느린 관세음보살.

용녀(龍女, 산스크리트어: nāgakanyā; 베트남어: Long nữ)는 선재동자와 함께 중국의 불교에서 관세음보살(아발로키테슈바라)의 시종으로 여겨진다. 관세음보살 도상에서 용녀의 존재는 관세음보살이 바다 밑 용왕의 궁전을 방문하여 주민들에게 구원의 다라니를 가르친 것에 대한 감사로 용녀가 관세음보살에게 귀중한 진주를 바치는 내용을 언급하는, 밀교적인 아모가파사와 천수관음 형태를 찬양하는 밀교 경전의 영향을 받았다.
선재동자와 용녀를 동시에 관세음보살과 연결하는 경전적 출처는 없다. 이 시종들은 각각 용녀와 선재동자가 등장하는 두 주요 대승불교 경전인 법화경과 화엄경의 표현이라는 제안이 있다.
관세음보살과 함께 용녀와 선재동자를 묘사하는 것은 옥황상제의 도상에 모두 등장하는 옥녀와 금동의 영향을 받았을 수 있다. 그녀는 동해용왕의 8살 난 딸로 묘사된다(중국어 간체자: 龙王, 정체자: 龍王, 병음: Lóng Wáng; 산스크리트어: nāgarāja).

## 법화경에서

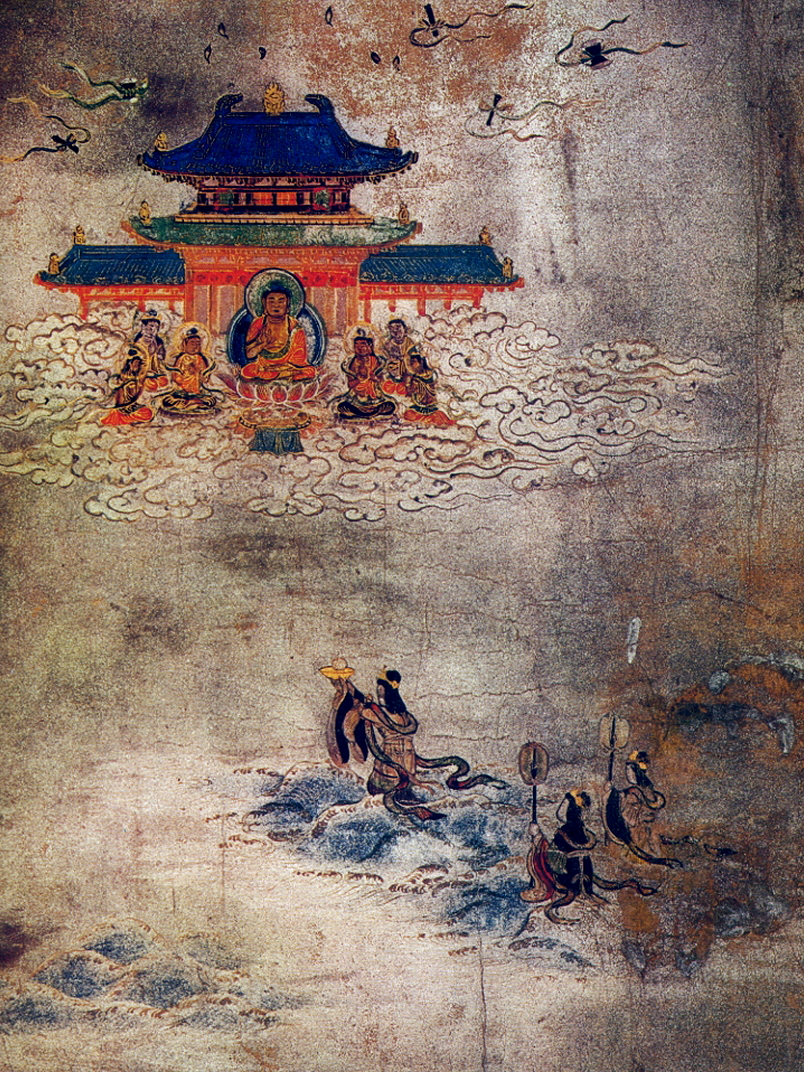
용왕의 딸이 부처에게 귀중한 보석을 바치는 모습; 12세기 법화경 두루마리 "헤이케 노쿄"의 권두화.

용녀는 법화경(산스크리트. Saddharma Puṇḍarīka Sūtra) 제12장에서 지혜가 충만하고 즉시 깨달음을 얻는 존재로 묘사된다. 법화경에서 문수보살은 그녀에 대해 다음과 같이 말한다.
사갈라 용왕에게는 여덟 살밖에 안 된 딸이 있다. 그녀는 현명하고, 재능이 뛰어나며, 또한 모든 중생의 능력과 행위를 잘 안다. 그녀는 기억력을 얻었다. 그녀는 모든 부처님의 심오한 비밀 보물을 보존하고, 깊은 명상에 들어가며, 모든 법을 잘 분별할 수 있다. 그녀는 즉시 깨달음의 마음(산스크리트. 보리심)을 일으켰고, 불퇴전의 단계에 이르렀다. 그녀는 막힘없는 웅변을 가지고 있으며, 중생을 자신의 자식처럼 연민으로 생각한다. 그녀의 미덕은 완벽하다. 그녀의 생각과 설명은 미묘하고 광범위하며, 자비롭고 연민심이 깊다. 그녀는 조화로운 마음을 가지고 있으며, 깨달음을 얻었다.
그러나 석가모니의 제자이자 성문인 사리불은 여성이 부처가 될 수 없다고 믿는다. 이에 용녀는 부처에게 자신의 삶과 자아를 상징하는 진주를 바치고, 부처는 이를 받아들인다. 그러자 그녀는 즉시 완전한 남성 보살로 변신하고, 완전한 깨달음을 얻는다.
슈스터에 따르면, 법화경의 주장은 "어떤 몸(남성)은 최고의 운명에 적합하고, 다른 몸(여성)은 그렇지 않다는 생각에 반대한다."
선 (불교)에서는 이 이야기가 돈오의 가능성을 강조하는 예시로 사용되었다.

## 민담에서

### 남해 이야기
명나라 16세기 소설인 『남해관음전전』(중국어: 南海觀音全傳, 병음: Nánhǎi Guānyīn Quánzhuàn)의 한 장에서 용녀와 선재동자가 관세음보살의 시종으로 함께 등장하는 최초의 기록이 나타난다. 용왕의 셋째 아들이 잉어의 모습으로 바다에서 헤엄치던 중 어부에게 잡혔다. 육지에 갇혀 용의 모습으로 변신할 수 없었던 그는 현지 시장에서 팔려 도살될 위기에 처했다. 관세음보살이 그의 곤경을 알게 되자, 그녀는 선재동자에게 모든 돈을 주고 제자를 시장에 보내 그를 사서 풀어주도록 했다. 잉어가 잡힌 지 몇 시간 후에도 살아있었기 때문에 많은 사람들이 몰려들었고, 이 물고기를 먹으면 영생을 얻을 수 있다고 믿어 곧 입찰 전쟁이 시작되었다. 선재동자는 쉽게 입찰에서 밀려났고, 생선 판매자에게 물고기의 목숨을 살려달라고 간청했지만 소용없었고, 시장 사람들의 경멸을 받았다. 그때 관세음보살이 멀리서 "생명은 그것을 구하려는 자의 것이지, 그것을 빼앗으려는 자의 것이 아니다"라고 목소리를 냈다. 군중은 곧 자신들의 실수를 깨닫고 흩어졌고, 선재동자는 잉어를 관세음보살에게 데려와 바다로 돌려보낼 수 있었다.
감사의 표시로 용왕은 광어를 시켜 "빛의 진주"를 가져오게 했지만, 그의 손녀가 대신 가겠다고 자원했다. 관세음보살에게 진주를 바친 후, 그녀는 관세음보살과 함께 머물며 다르마를 배우는 제자가 되기로 결심한다.

### 보물 두루마리

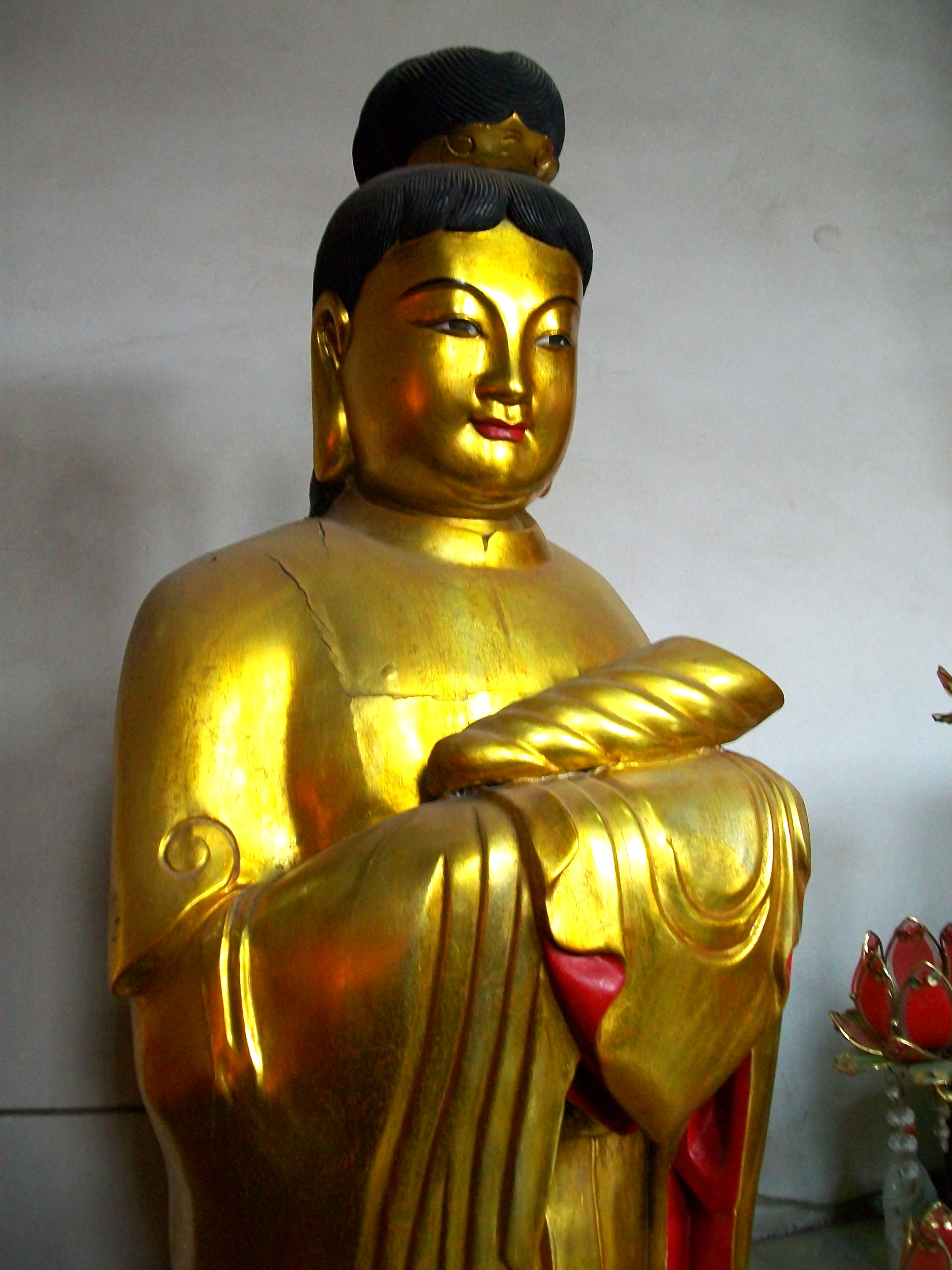
중국에서 여성 보살로 묘사된 용녀.

용녀를 간략하게 언급하는 『남해관음전전』과 달리, 29권으로 구성된 18-19세기 두루마리인 『선재용녀보전』(중국어: 善財龍女寶撰, 병음: Shàncái Lóngnǚ Bǎozhuàn)은 용녀와 선재동자의 전설에 완전히 할애되어 있으며 도교적인 기원을 가지고 있는 것으로 보인다. 이 텍스트는 당나라 당 희종의 건부 연간을 배경으로 한다. 어느 날 선재동자가 아버지를 방문하기 위해 산길을 내려가던 중 도움을 요청하는 목소리를 듣는다. 조사해 보니 지난 18년간 병 속에 갇혀 있던 뱀의 목소리였다. 뱀은 선재동자에게 자신을 풀어달라고 애원했고, 그러자 괴물의 진정한 모습으로 변하여 그를 잡아먹겠다고 위협한다. 선재동자가 뱀의 행동에 항의하자, 뱀은 은(恩, 친절한 행위)은 불화로 갚아지는 것이 세상의 이치라고 주장한다. 그러나 뱀은 이 주장을 세 명의 재판관에게 제출하기로 동의한다.
첫 번째 재판관은 황금 물소 별의 인간 화신인데, 그는 인간과의 과거 경험을 고려할 때 뱀의 주장에 동의한다. 물소 별은 자신이 결코 지상으로 내려오고 싶지 않았지만, 고통받는 대중을 불쌍히 여긴 지장보살에 의해 천국의 문 밖으로 밀려났다고 말한다. 지장보살은 인간이 은혜를 은혜로 갚지 않으면 그의 눈이 빠져 땅에 떨어질 것이라고 맹세했다. 물소 별이 얼굴부터 땅으로 떨어졌기 때문에 위쪽 앞니를 모두 잃었다. 그것은 인간의 손에 크게 고통받았다. 주인을 위해 수년간 고생한 후, 도살되어 먹혔다. 이 때문에 지장보살의 눈은 실제로 빠졌고, 이제 쟁기질할 때 물소들이 밟고 다니는 달팽이로 변했다.
그들이 만난 두 번째 재판관은 도교 사제 장자인데, 그도 뱀의 주장에 동의하며, 자신이 해골을 소생시켰는데 해골이 즉시 장자를 법정에 고발하여 돈을 훔쳤다고 비난했던 경험을 인용한다.
그들이 만난 마지막 재판관은 어린 소녀이다. 소녀는 뱀에게 선재동자가 풀어준 병 속에 어떻게 들어갈 수 있었는지 보여줄 수 있다면 자신도 먹어도 좋다고 말한다. 뱀이 병 속으로 다시 기어들어가자마자 갇힌다. 소녀는 자신이 관세음보살임을 드러낸다. 뱀이 자비를 구하자, 관세음보살은 구원받기 위해서는 푸퉈산의 홍수 소리 동굴(현재의 법우사)에서 종교적인 수행을 해야 한다고 말한다.
3년 후, 선재동자는 효심 깊은 앵무새와 함께 정식으로 관세음보살의 시종이 된다. 뱀이 7년간의 고행을 마친 후, 독을 정화하고 진주를 생산한다. 그러자 뱀은 용녀로 변신하여 관세음보살의 시종이 된다.

### 설명주
1. ↑  왓슨과 가토는 다라니 (쿠보: 회상)라는 용어를 번역하지 않고 남겨두었다.[7][8]
2. ↑  우에키는 "비록 소승 불교는 재가 신도들, 특히 여성들의 불성 성취 능력을 부정했지만, 법화경은 여성들을 포함한 모든 중생들의 불성 성취 능력을 긍정했다. 이 가르침이 법화경 창조의 원래 의도인 것으로 보인다."고 말한다. [11]

### 참조주
1. ↑  Yü, Chün-fang (2001). 《Kuan-yin: The Chinese Transformation of Avalokitesvara》. Columbia University Press. JSTOR 10.7312/yu--12028.
2. ↑  Idema 2008, 30쪽.
3. ↑  Abe 2015, 29쪽.
4. ↑  Kubo 2007, 191–194쪽.
5. ↑  Meeks 2010, 68쪽.
6. ↑  Kubo 2007, 191–192쪽.
7. ↑  Kato & Tamura 1975, 134쪽.
8. ↑  Watson 2009, 226쪽.
9. ↑  Peach 2002, 56쪽.
10. ↑  Kubo 2007, 192–193쪽.
11. ↑  Ueki 2003, 278쪽.
12. 1 2  Kubo 2007, 193쪽.
13. ↑  Murano 1967, 46쪽.
14. ↑  Levering 1982, 22–23쪽.
15. ↑  Schuster 1981, 44쪽.
16. ↑  Levering 1982, 24, 27쪽.
17. ↑  Meeks 2010, 104–105쪽.
18. ↑  중국 풍습 - 아발로키테슈바라
19. ↑  Kinsley, David. The Goddesses’ Mirror: Visions of the Divine from East and West. Albany: State University of New York Press (뉴욕 주립대학교), 1989. pp. 37, 48.
20. ↑  이데마, 윌트 L. (2008). 《개인 구원과 효심: 관음보살과 시종들에 대한 두 개의 보물 두루마리 서사》. 하와이 대학교 출판부. 31–32쪽. ISBN 9780824832155.
21. ↑  Chün-fang Yü. 관음보살: 아발로키테슈바라의 중국적 변용. 컬럼비아 대학교 출판부, 2001. p. 440. ISBN 9780231502757.
22. ↑  Idema 2008, 34쪽.

## 더 읽어보기
- 버나드 포레 (2009). 《부정의 힘: 불교, 순결, 그리고 성별》. 프린스턴 대학교 출판부. 91–99쪽. ISBN 978-0691091716.
- 그로너, 폴 (1989). 법화경과 사이초의 즉신성불 해석; In  조지 J. 타나베 주니어; 윌라 J. 타나베; 일본 문화 속 법화경. 호놀룰루 : 하와이 대학교 출판부. ISBN 0824811984, pp. 53–74